# الجدول الزمني للاحتجاجات البيلاروسية 2020-2021
كانت الاحتجاجات البيلاروسية 2020-2021 سلسلة من المظاهرات السياسية والاحتجاجات ضد الحكومة البيلاروسية والرئيس ألكسندر لوكاشينكو. وهي أكبر الاحتجاجات المناهضة للحكومة في تاريخ بيلاروسيا، بدأت المظاهرات في الفترة التي سبقت وأثناء الانتخابات الرئاسية لعام 2020، والتي سعى فيها لوكاشينكو إلى ولايته السادسة في المنصب. ردًا على المظاهرات، خرجت العديد من المسيرات الصغيرة نسبيًا المؤيدة للحكومة.

## الجدول الزمني

### 2020

#### أغسطس
مع انتشار الاحتجاجات في أنحاء بيلاروسيا عقب نتائج الانتخابات، نشرت المرشحة المعارضة الأولية سفياتلانا تسيخانوسكايا شريط فيديو تقول فيه إنها غادرت بيلاروسيا متوجهة إلى ليتوانيا. كان يُفترض أنها أُجبرت على المغادرة بينما كانت تقدم أيضًا شكوى إلى CEC (لجنة الانتخابات المركزية في بيلاروسيا).
في مساء 11 أغسطس، استمرت الاحتجاجات في المدن الرئيسية في بيلاروسيا، بما في ذلك برست، وهوميل، وهرودنا، وماهيليو، وفيسييبسك، وبارانافيتشي، ومالادزيشنا، ونافاهروداك، ونافابولاتسك وجودزينا. في مينسك، غير المتظاهرون تكتيكاتهم، فغيروا المواقف من جزء من المدينة إلى آخر، على غرار تكتيكات «كن كالماء» المستخدمة في احتجاجات 2019-2020 في هونغ كونغ. حاصر المتظاهرون المنطقة المحيطة بسوق ريغا في وسط مينسك. ردت القوات الحكومية باستخدام الغاز المسيل للدموع، وإلقاء قنابل الصوت وإطلاق الرصاص المطاطي على المتظاهرين من مسافة قريبة. توفي المتظاهر ألكسندر تارايكوفسكي بالقرب من محطة مترو بوشكينسكايا.
وشاركت شرطة مكافحة الشغب الحكومية (AMAP / OMON)، والقوات الداخلية، والقوات الخاصة لمكافحة الإرهاب «ألماظ» في قمع الاحتجاجات في مينسك. استُخدمت خراطيم المياه بالقرب من سوق ريغا، والرصاص المطاطي على نطاق واسع. ووردت أنباء عن احتجاجات حاشدة. أفيد أن فرق مكافحة الشغب الحكومية استولت على بعض سيارات الإسعاف أو استخدمت شاحنات مماثلة بصريًا لخداع المتظاهرين للسماح لهم بالمرور عبر المتاريس.
في 11 أغسطس، استؤنفت الاحتجاجات في مينسك ومدن رئيسية أخرى. واستُخدم الرصاص المطاطي والقنابل الصوتية على نطاق واسع. أُبلغ عن وفاة واحدة، وكان هينادز شوتاو في حالة حرجة وتلف شديد في الدماغ، وتوفي متأثرًا بجراحه في 19 أغسطس في مينسك.
ألقيت زجاجات حارقة على مسؤولي الأمن في مينسك. أنشأ النشطاء الحواجز وأحرقوا الإطارات بالقرب من سوق ريغا. نشرت قناة نيكستا على التلغرام التي تستخدمها المعارضة رسائل تزعم عنف ضباط إنفاذ القانون. نشرت القناة مفردات عدوانية ضد تطبيق القانون، مثل «المعاقبون» و«الفاشيون». كان قناة التلغرام هذه واحدة من الموارد القليلة التي يمكن الوصول إليها أثناء انقطاع الإنترنت المتزامن واستخدام الجميع الشبكة الخاصة الافتراضية (الـ VPN) في كل مكان، مع ارتفاع استخدام تطبيق السايفون Psiphon بشكل كبير. في مساء يوم 11 أغسطس، بينما استمر إغلاق الإنترنت، كان 45% من الأشخاص الذين يستخدمون الدردشات الاحتجاجية على تطبيق التلغرام في بيلاروسيا متصلين بالإنترنت، على الرغم من جهود الحكومة لمنع الوصول إلى الإنترنت.
في هوميل، توفي رجل يبلغ من العمر 25 عامًا في 12 أغسطس بعد انتظاره في شاحنة محتجزة تابعة لقوات الأمن لعدة ساعات في الطقس الحار. كان يعاني من مرض في القلب ولم يحصل على رعاية طبية مناسبة في الوقت المناسب. وفي هوميل أيضًا، لم يُسمح لأقارب وأصدقاء أكثر من 500 معتقل بزيارتهم. ولم تكشف الشرطة المحلية عن أي معلومات عن أقاربهم. وورد أن شرطية اعتدت على امرأة معتقلة هناك.
أثناء احتجاجات واسعة في هرودنا، أصيب طفل يبلغ من العمر 5 سنوات، واعتقل والداه بعد أن صدمت القوات الحكومية السيارة التي كانوا يستقلونها.
في 12 أغسطس، اصطف الناس في مينسك ثم في مدن أخرى في الشوارع للاحتجاج على قمع الحكومة. كان غالبية المتظاهرين من النساء اللواتي يرتدين ملابس بيضاء. أعرب أعضاء سابقون في الجيش والشرطة والقوات الخاصة البيلاروسية عن تضامنهم مع المعارضة من خلال نشر مقاطع فيديو علنية وهم يلقون بزيهم الرسمي في القمامة، ويدينون أعمال العنف التي ترتكبها قوات الأمن، ويدعون السلطات إلى التوقف عن معارضة إرادة الشعب.
وفي اليوم نفسه، صرح وزير الداخلية البيلاروسي بأنه مسموح بسياسة «إطلاق النار للقتل» في حالات الدفاع عن النفس.
في العديد من الأماكن في مينسك، شوهدت شرطة مكافحة الشغب تتحرك في سيارات الإسعاف وتطلق النار على الناس، وتتوقف بالقرب من الحشود، وهو ما يعد انتهاكًا لاتفاقية جنيف لعام 1949.
في 13 أغسطس، لوحظت صفوف العديد من المتظاهرين تضامنًا ضد عنف الشرطة، بما في ذلك آلاف النساء اللواتي يرتدين الزي الأبيض. ونُظمت إضرابات للعمال في العديد من المصانع المملوكة للدولة.
كان هناك العديد من التقارير عن انتهاكات مختلفة للقانون في السجون البيلاروسية (الاكتظاظ الشديد والضرب والانتهاكات ضد السجناء، بما في ذلك التعذيب).
في 14 أغسطس، استمرت الاحتجاجات السلمية في جميع أنحاء البلاد. وانضم عمال مينسك تراكتور الى الاحتجاج امام مقر الحكومة في مينسك. وشاركوا في مسيرة حاشدة حملوا لافتات زعمت أن 16 ألف عامل كانوا يدعمون هذا الاحتجاج. وطبقًا للإندبندنت، «تخلت مجموعة من الجنود الذين كانوا يحرسون المبنى عن دروعهم، وظهروا بجانب المتظاهرين».
ووقعت عدة حوادث أعربت فيها الشرطة عن دعمها للمتظاهرين بل واحتضانها.